# Parnaso (Raffaello)
Il Parnaso è un affresco (670 cm alla base) di Raffaello Sanzio, databile al 1510-1511 e situato nella Stanza della Segnatura, una delle quattro Stanze Vaticane.

## Storia
Dopo aver completato la volta, la Disputa del Sacramento e la Scuola di Atene, Raffaello e i suoi assistenti si dedicarono alla decorazione della parete nord della Stanza della Segnatura, dedicata alla poesia, nel 1510 o, tutt'al più, dalla fine del 1509.
La parete presentava maggiori difficoltà, poiché la superficie da decorare era spezzata dalla presenza di una finestra (apertura 305 cm). Per questo Raffaello creò una composizione irregolare, con alla base due raffigurazioni a monocromo legate al tema del patrocinio della letteratura: Augusto impedisce agli esecutori testamentari di Virgilio di bruciare l'Eneide (base 185 cm) e Alessandro il Grande fa riporre i poemi omerici in un prezioso scrigno di Dario (base 180 cm), dipinti probabilmente dai suoi collaboratore su suo disegno.
Nello sguancio della finestra si legge "JVLIVS II. LIGVR. PONT. MAX. ANN. CHRIST. MDXI. PONTIFICAT. SVI. VIII", che può riferirsi all'anno di completamento dell'affresco o, più probabilmente, dell'intera stanza. Durante la Repubblica Romana instaurata dai giacobini e successivamente nel periodo napoleonico, i francesi elaborarono alcuni piani per staccare gli affreschi e renderli portabili. In fatti, venne espressero il desiderio di rimuovere gli affreschi di Raffaello dalle pareti delle Stanze Vaticane e inviarli in Francia, tra gli oggetti spediti al Musee Napoleon delle spoliazioni napoleoniche, ma questi non vennero mai realizzati a causa delle difficoltà tecniche e i tentativi falliti e disastrosi dei francesi presso la Chiesa di San Luigi dei Francesi a Roma.

### Studi

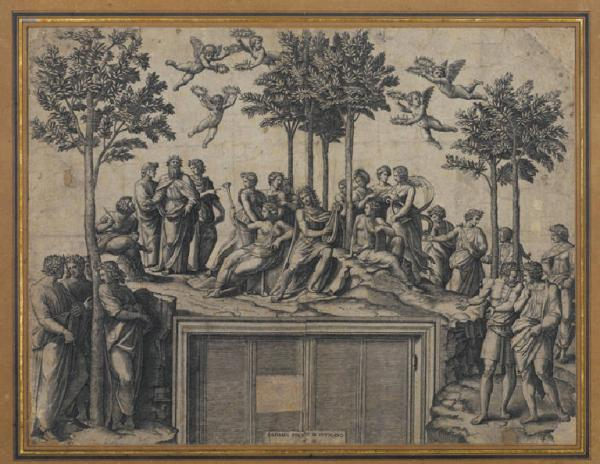
Marcantonio Raimondi da Raffaello, Parnaso I, incisione dal primo progetto per l'affresco

Dell'opera esiste un'incisione di Marcantonio Raimondi, citata dal Vasari, che descrive il progetto originario del Sanzio (Parnaso I), con alcune differenze, anche sostanziali. Il gruppo di Apollo e delle Muse doveva trovarsi in una "selva ombrosissima" di alloro, con uno stuolo di amorini in volo recanti le corone laurate per incoronare i poeti, che hanno fattezze ancora generiche (a parte Dante e Omero).
In un disegno a Oxford, opera della scuola del Sanzio, si vede già una definizione pressoché definitiva dell'opera, con il movimento ascendente e discendente delle figure dalla collina, che lega i gruppi in rapporti concatenazioni ritmiche.
Altri disegni preliminari si trovano nella collezione Colville di Londra (Studio per una musa), al Museo Wicar di Lilla (Studio per Apollo), alla Royal Library del castello di Windsor (Schizzo per la figura di Dante e Studi di tre teste di poeti) e all'Ashmolean Museum di Oxford (Studio per la musa Talia).

## Descrizione e stile

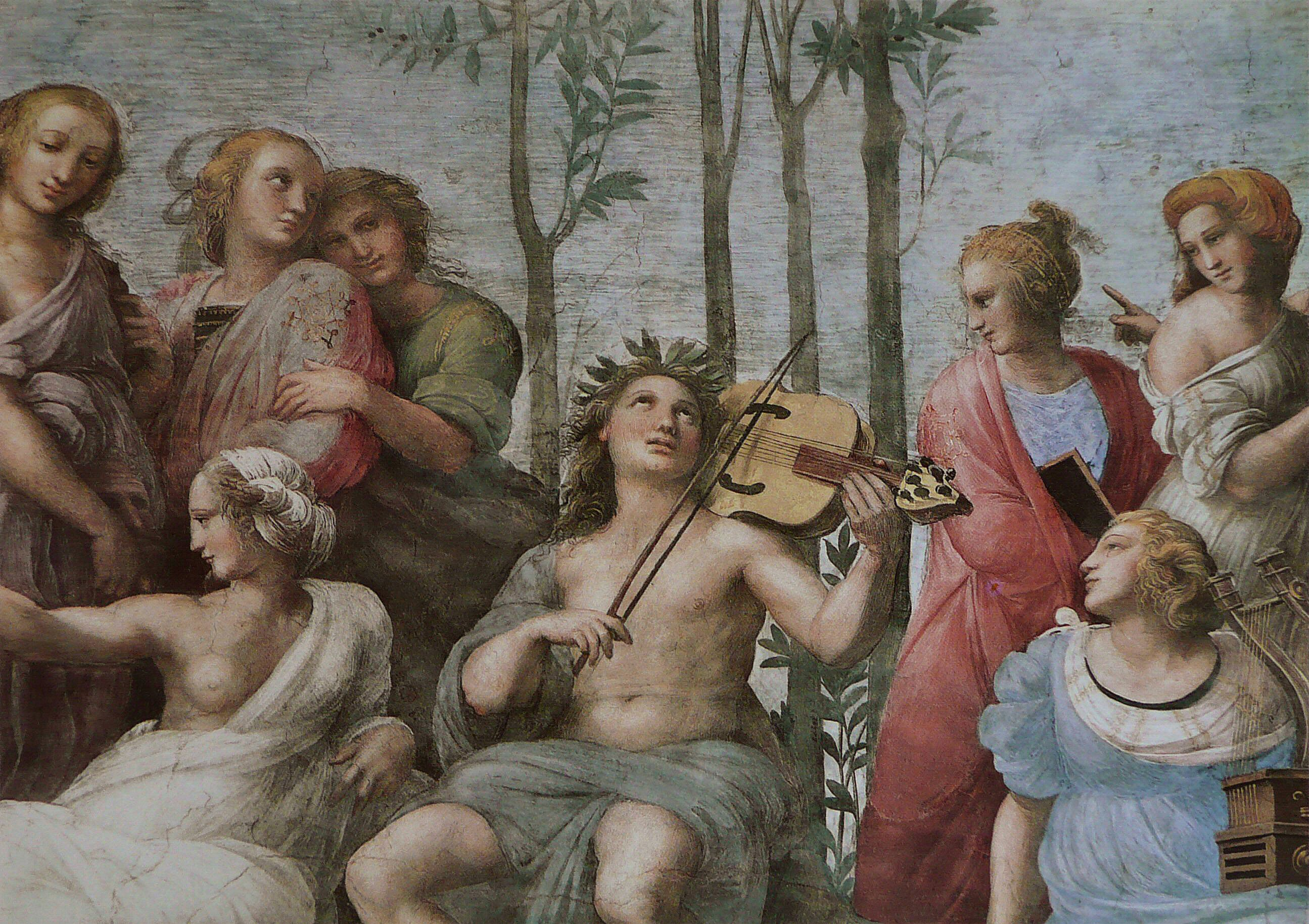
Dettaglio

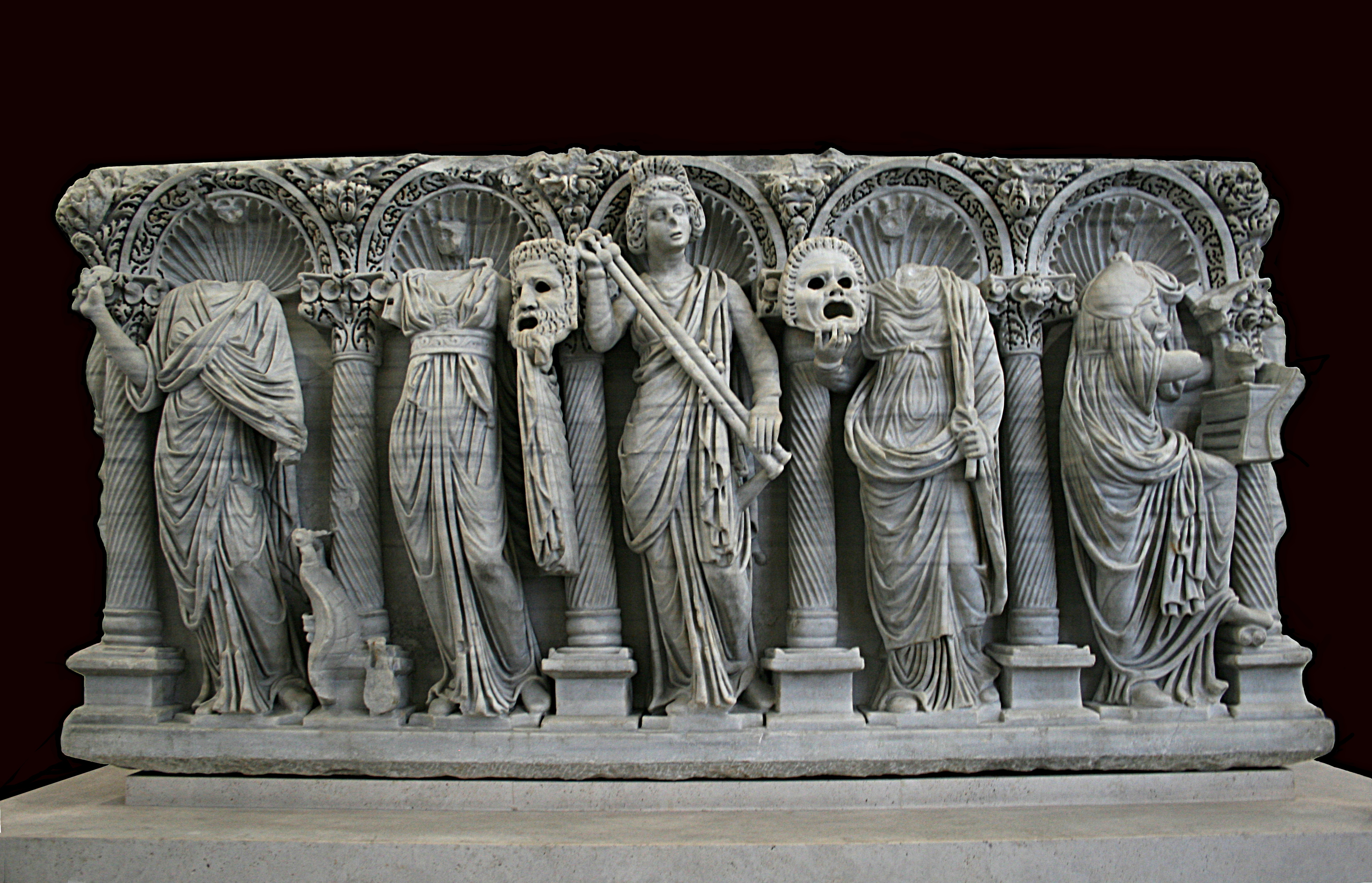
Sarcofago delle Muse, 280-290 d.C.

La scena è una rappresentazione del monte Parnaso, che secondo la mitologia greca è la dimora delle Muse. Sulla sommità del colle, nei pressi della fonte Castalia, Apollo, coronato di alloro e al centro della composizione, suona una lira da braccio, circondato dalle Muse. Ai suoi lati si vedono Calliope ed Erato, che presiedono il coro delle altre: a sinistra dietro Calliope, Talia, Clio ed Euterpe; a destra dietro Erato Polimnia, Melpomene, Tersicore e Urania. Nei disegni preliminari le muse tenevano strumenti musicali ispirati vagamente all'antico, che nella redazione definitiva vennero sostituiti con oggetti più precisi: Calliope, Erato e Saffo tengono infatti strumenti copiati con cura dal sarcofago delle Muse, oggi al Museo nazionale romano, mentre lo strumento di Apollo è moderno, a nove corde invece delle sette abituali (un richiamo al numero delle muse?), e richiama probabilmente uno dei passatempi di Giulio II. Per quanto riguarda l'Apollo si ritiene che Raffaello abbia preso a modello il musico rinascimentale Giacomo da San Secondo.
Tutt'intorno si trovano diciotto poeti divisi in più gruppi, alcuni di identificazione inequivocabile, altri più dubbia, tutti disposti come in una platea, concatenati l'un l'altro da gesti e sguardi, a formare una sorta di mezzaluna continua che si proietta verso lo spettatore come ad avvolgerlo. 
Da sinistra in basso sono vari poeti lirici, di cui di identità certa sono solo Saffo, con un cartiglio col proprio nome, e Francesco Petrarca, più arretrato.  Gli altri sono stati identificati il barbuto come Pindaro, il giovane come Catullo, Tibullo o Properzio, e la figura di spalle Orazio oppure Ovidio. Secondo altri, sarebbero invece Alceo, Corinna e Anacreonte. 
Più in alto i poeti epici: il giovane Ennio, che ascolta il canto di Omero (cieco), seguiti più dietro da Dante, che guarda verso Virgilio, che a sua volta si rivolge a Stazio vicino a lui. 
A destra stanno discendendo il colle altri poeti antichi e moderni. La figura più controversa è la prima, per la quale si è proposta l'identificazione con Tebaldeo, o Baldassarre Castiglione o, secondo un'ipotesi di Charles de Tolnay, Michelangelo, o anche l'Ariosto o Jacopo Sadoleto. Seguono Boccaccio, una coppia di poeti antichi ritenuti Plauto e il giovene Terenzio, oppure Tibullo con Properzio, e infine Jacopo Sannazaro rivolto verso lo spettatore. Altre interpretazioni fanno i nomi di Agnolo Poliziano, Alceo, Vittoria Colonna e Pietro Bembo (con il volto rivolto a Francesco Petrarca, suo modello supremo), nonché quello di due ipotetici "poeti del futuro che giudicano il passato", in basso a destra. 
In basso i tre grandi tragici greci, Eschilo più anziano, Sofocle e Euripide, più giovane.
Chastel dubitava di molte attribuzioni di nomi e secondo lui, per giungere a risultati soddisfacenti, bisognerebbe trovare le corrispondenze esatte tra le nove muse, nove poeti antichi e nove moderni, nonché raggruppamenti per generi poetici. È alquanto probabile inoltre che ai poeti antichi, come era stato fatto nella Scuola di Atene, siano stati dati i volti di umanisti e personaggi contemporanei.
Le nove Muse corrispondono alle sfere di cui è composto l'universo, un gigantesco organismo in perpetua vibrazione. Apollo Musagete (guida delle Muse) è il principio ordinatore del cosmo: egli impone una sequenza razionale all'esistente attraverso il magico suono della lira. Nell'affresco lo strumento assume le sembianze di una viola da braccio, largamente diffusa in epoca rinascimentale. Erato, (poesia erotica), Euterpe (poesia lirica), Polimnia (pantomima) indicano le sfere di Marte, Giove e Saturno. Urania, protettrice dell'astronomia, rappresenta la sfera delle stelle fisse, mossa direttamente dalla divinità. Calliope (epica), Tersicore (danza) e Melpomene (tragedia) sono la personificazione mitologica dei cieli di Mercurio, Venere e del Sole. Talia (commedia) e Clio (storia) sono associate alla Terra e alla Luna.
Nel cielo sono visibili alcuni ritocchi, a tappare alcuni guasti, per altro non gravi.

## Stile
L'effetto dell'affresco è stato sovente giudicato più eloquente che poetico, con l'evidenza degli atteggiamenti declamatori dei poeti con i quali il Sanzio voleva dare idea dei diversi generi poetici (tragico, lirico, epico). Le figure hanno un accentuato rilievo scultoreo, giustificato dalla posizione in controluce dell'affresco e dalla necessità quindi di bilanciare l'effetto luminoso reale.
I gruppi si articolano dinamicamente concatenando gesti ed espressioni, e rispettando una certa gerarchia simbolica che non irrigidisce però mai la rappresentazione, che appare sempre sciolta e naturale.

## I monocromi

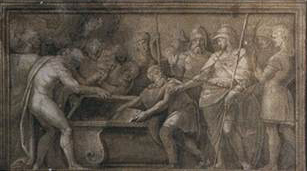
Alessandro il Grande fa riporre i poemi omerici in un prezioso scrigno di Dario

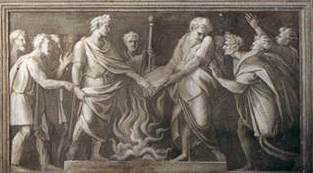
Augusto impedisce agli esecutori testamentari di Virgilio di bruciare l'Eneide

Le due composizioni a monocromo alla base dell'affresco sono di autografia dubbia. Cavalcaselle vi riconosceva lo stile di Raffaello, ma per l'esecuzione chiamava in causa Perin del Vaga; il parere venne generalmente accolto, con l'esclusione di Fischer che li riteneva di mano del Sanzio.
I due affreschi, che Suida riferisce al 1514, mostrano due scene legate al patrocinio delle lettere da parte di grandi governanti. Nel primo è rappresentato Alessandro Magno nell'atto di far collocare i poemi omerici in uno scrigno prezioso, ottenuto come bottino nelle vittorie su Dario III, quale oggetto prezioso più degno di esservi conservato, secondo un racconto riportato da Plutarco e Plinio il Vecchio; nel secondo, l'imperatore Augusto vieta l'attuazione delle disposizioni testamentarie di Virgilio che avrebbe voluto far distruggere l'Eneide, ritenuta ancora incompleta, secondo quanto riportato dalle biografie antiche del poeta.

## Altre immagini

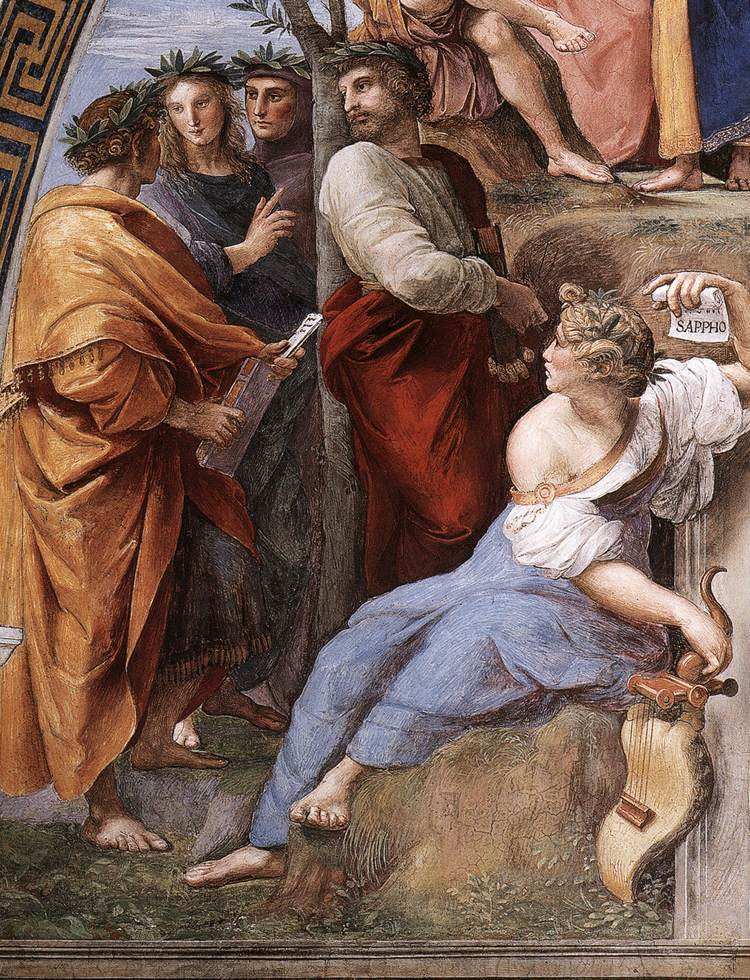
Gruppo di sinistra
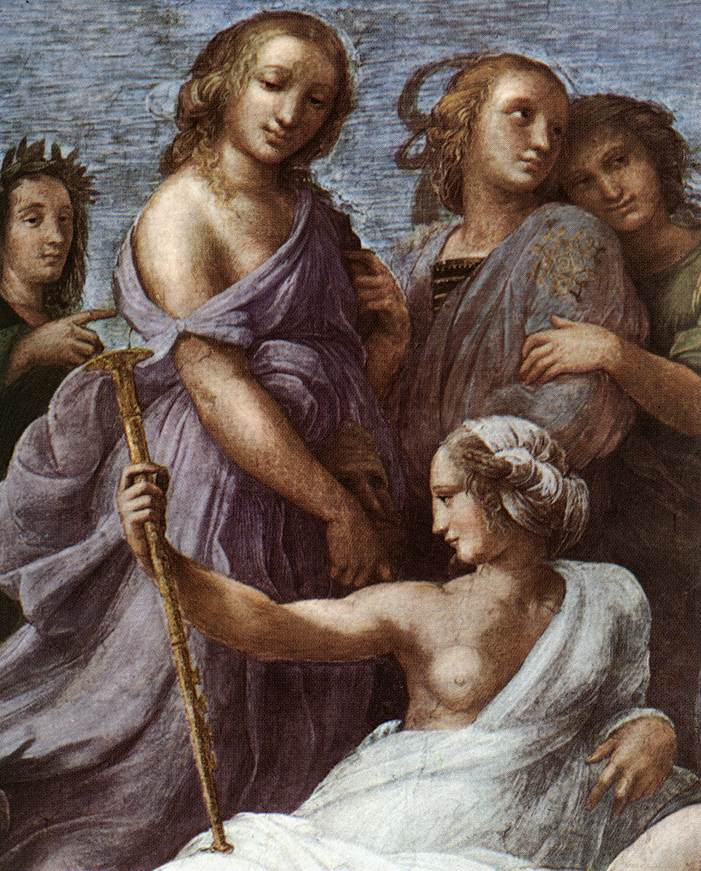
Calliope, Melpomene, Clio ed Euterpe
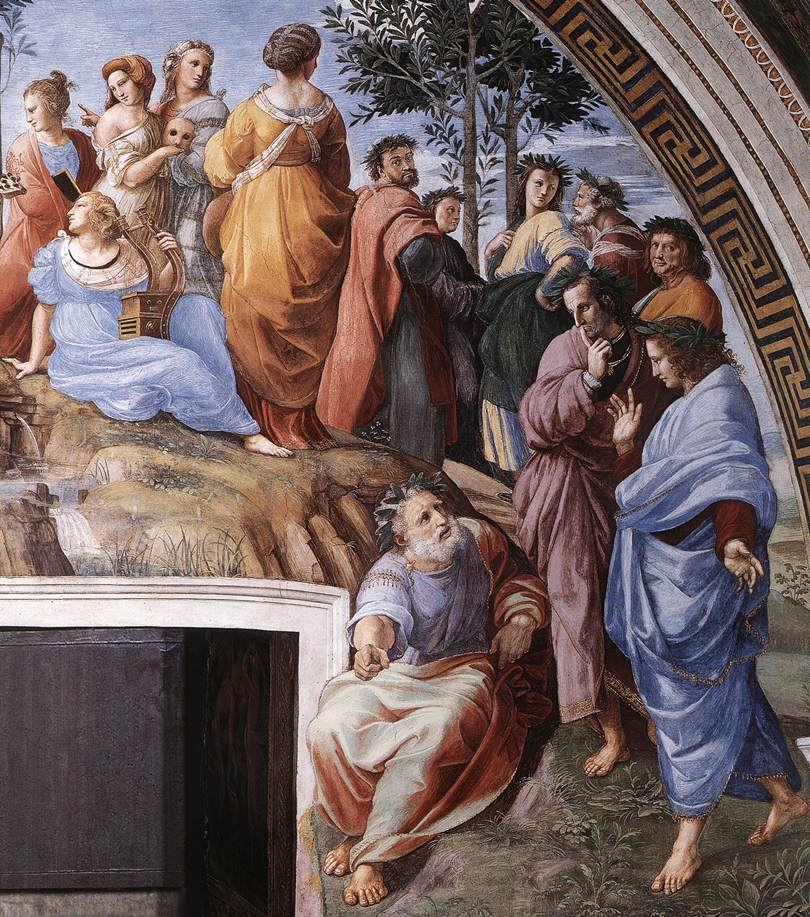
Gruppo di destra
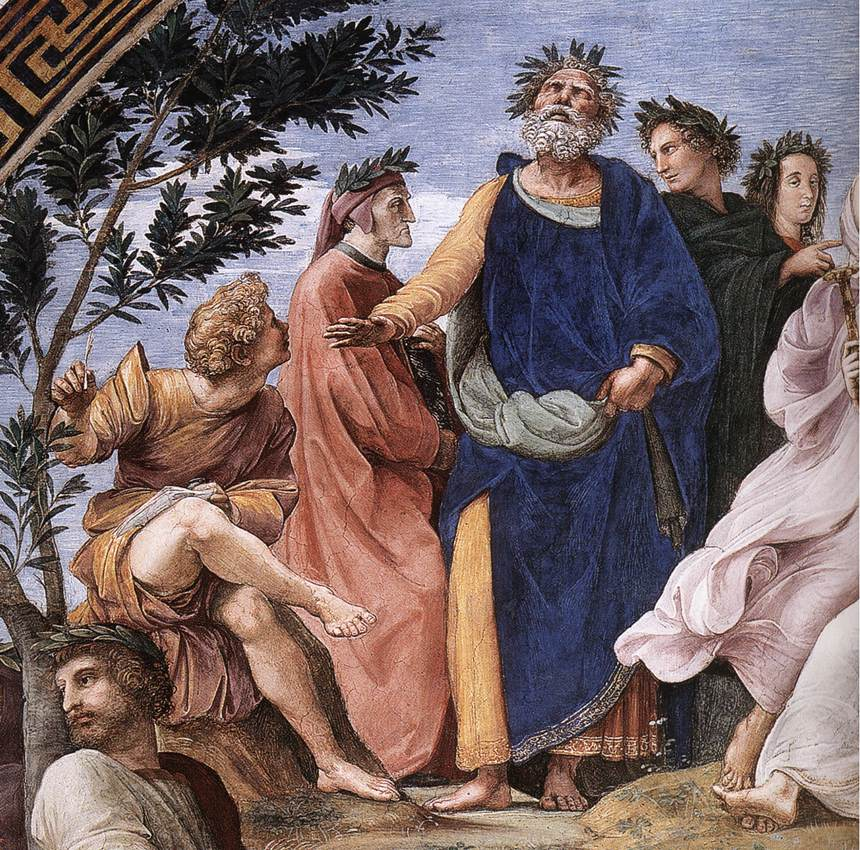
I poeti epici: il cieco Omero, Virgilio e Dante dietro di lui, Stazio, seguace di Virgilio, e, seduto, il giovane Ennio
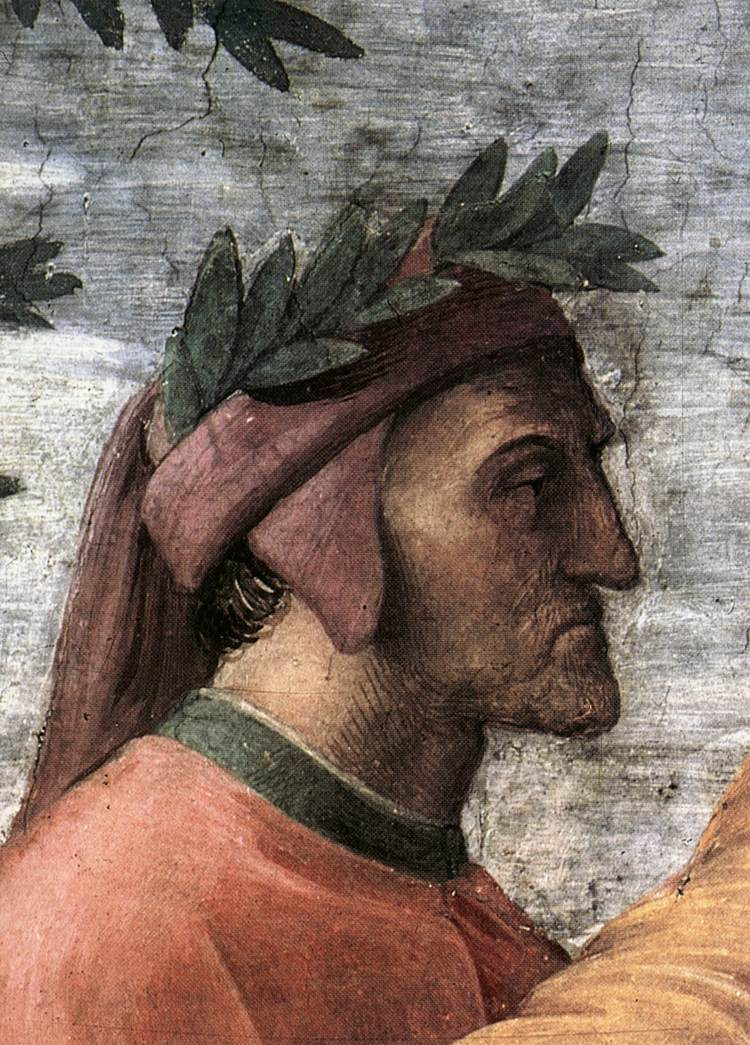
Dante